# Thomas Reiter
Thomas Arthur Reiter (Frankfurt am Main, 23 mei 1958) is een voormalig Duits ruimtevaarder van de ESA. Reiter zijn eerste ruimtevlucht was Sojoez TM-22 en vond plaats op 3 september 1995. Tijdens de missie werden drie astronauten naar het Russische ruimtestation Mir gebracht, waar deze het grootste deel van hun reis van bijna 180 dagen doorbrachten.
In totaal heeft Reiter twee ruimtevluchten op zijn naam staan, waaronder naar het Russische ruimtestation Mir en het Internationaal ruimtestation ISS. Tijdens zijn missies maakte hij drie ruimtewandelingen. Hij was lid van het Europees astronautenkorps.
In 2011 werd hij benoemd tot Director of Human Spaceflight and Operations bij de ESA.